# Stefan Denifl

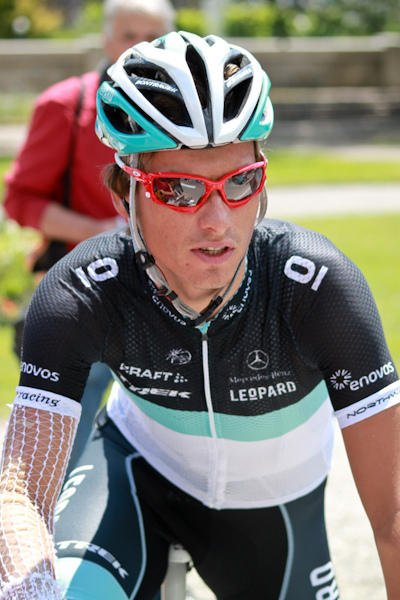
Denifl jako reprezentant klubu Leopard Trek (2011)

Stefan Denifl (ur. 20 września 1987) – austriacki kolarz, uczestnik igrzysk olimpijskich w 2016 roku. 

## Życiorys

### Kariera klubowa
Denifl zaczął ścigać się amatorsko w 2001 roku jako kolarz górski. W 2003 roku przeniósł się na drogę, jeżdżąc dla Team ÖAMTC Recheis Lattella. W 2006 roku podpisał kontrakt ze swoim pierwszym seniorskim zespołem, UCI Continental Vorarlberger, a od 2007 do 2009 roku był częścią Elk Haus-Simplon. W 2011 roku reprezentował Leopard Trek, zaś w 2012 roku jeździł dla zespołu Vacansoleil-DCM, zanim dołączył do IAM Cycling. W październiku 2016 został członkiem klubu Aqua Blue Sport. Po rozpadzie Aqua Blue latem 2018 roku, w październiku tego roku Denifl został początkowo ogłoszony członkiem CCC Team na następny sezon, jednak w grudniu 2018 roku zespół ogłosił, że wspólnie z Deniflem zgodzili się anulować umowę z przyczyn osobistych, które nie zostały wówczas określone.

### Kariera narodowa
W 2016 roku jako reprezentant Austrii uczestniczył w igrzyskach olimpijskich rozgrywanych w Rio de Janeiro. Wziął udział w wyścigu ze startu wspólnego, jednak nie dojechał do mety. 
W 2017 roku został wybrany austriackim kolarzem roku.

### Doping
W lutym 2019 roku dziennikarze gazety Kronen Zeitung poinformowali na łamach swojej prasy, że wielu zawodowych kolarzy było zamieszanych w skandal dopingowy ujawniony na początku 2019 roku. Później Denifl podczas wywiadu przyznał się do dopingu potwierdzając, że przeprowadzona przez jego zespół ocena paszportu biologicznego nie wykazała żadnych oznak zażywania dopingu. 
Austriacka Agencja Antydopingowa zdradziła, że Denifl stosował doping od co najmniej czerwca 2014 roku aż do końca 2018 roku. 
W czerwcu 2019 otrzymał czteroletni zakaz uprawiania sportu obowiązujący do marca 2023 roku.

### Rodzina
Jego ojciec, Ernst, również jest kolarzem. Reprezentował Austrię podczas igrzysk olimpijskich w 1996 roku rozgrywanych w Atlancie.